# زلكوفا دردارية
زلكوفا دردارية (الاسم العلمي:Zelkova ulmoides) هو نوع من النباتات يتبع جنس الزلكوفا من فصيلة الدردارية.